# خوزه دلا توره
خوزه دلا توره (اسپانیایی: José Della Torre‎؛ ۲۳ مارس ۱۹۰۶ – ۳۱ ژوئیهٔ ۱۹۷۹) یک بازیکن فوتبال اهل آرژانتین بود.

## تیم ملی
وی همچنین در تیم ملی فوتبال آرژانتین بازی کرده است.